# Mastax alternans
Mastax alternans là một loài bọ cánh cứng thuộc họ Carabidae, với phân bố hạn chế ở Cộng hòa Dân chủ Congo.